# Lucile Desmoulins

Lucile Desmoulins
(ca. 1790), Boilly, Musée Carnavalet

Anne Lucile Philippe Desmoulins, geboren Laridon-Duplessis (Parijs, 18 januari 1770 - aldaar, 13 april 1794) was een Franse revolutionaire die stierf op de guillotine, enkele dagen na haar echtgenoot Camille Desmoulins. 

## Leven
Lucile Laridon-Duplessis was de dochter van Claude Etienne Laridon-Duplessis en Anne Françoise Marie Boisdeveix. Haar begoede ouders waren patriotten en revolutionairen die onder meer Robespierre, Brissot, Danton en  Camille Desmoulins in hun huis ontvingen. Robespierre deed Lucile een aanzoek, maar ze gaf de voorkeur aan Desmoulins, een advocaat, journalist en vurig republikein. Door verzet van haar vader duurde het nog tot 29 december 1790 voor het huwelijk werd ingezegend in de Église Saint-Sulpice. Robespierre, Brissot en Pétion de Villeneuve waren getuigen. Twee jaar later kregen Lucile en Camille Desmoulins een zoon, Horace Camille Desmoulins (1792-1825). 
Onder het Schrikbewind kwam haar echtgenoot in het vizier. Hij werd op 31 maart 1794 gearresteerd en Lucile onderging hetzelfde lot op 4 april. Ze werd opgesloten in Sainte-Pélagie. Hoewel ze een smeekbede richtte aan Robespierre en het volk opriep om tegen het regime te revolteren, kon ze niet verhinderen dat het hoofd van haar man de volgende dag van het kapblok rolde. Ze werd zelf door Saint-Just beschuldigd van een samenzwering om de leden van het Comité de Salut Public te vermoorden en haar man vrij te krijgen. Acht dagen na diens terechtstelling volgde ze hem op het schavot, samen met de weduwe Hébert en zeventien anderen.  

## Erfenis

### Boeken
Georg Büchner maakte Lucile Desmoulin in 1835 de heldin van zijn drama Dantons Tod. 
Ze speelt ook een rol in Hilary Mantels roman A place of greater safety (Een veiliger oord).

### Films
Verschillende historische films geven haar een rol. In de tv-film La passion de Camille et Lucile Desmoulins uit 1978 werd ze gespeeld door Claude Jade.